# Lepthyphantes noronhensis
Lepthyphantes noronhensis là một loài nhện trong họ Linyphiidae.
Loài này thuộc chi Lepthyphantes. Lepthyphantes noronhensis được miêu tả năm 2008 bởi Rodrigues, Antonio D. Brescovit & Freitas.